# Tjcherimela Charagauli
Tjcherimela Charagauli är en georgisk fotbollsklubb från staden Charagauli. Klubben spelar för närvarande i Georgiens näst högsta division, Pirveli Liga. 